# Carneys Point (New Jersey)
Carneys Point – jednostka osadnicza w Stanach Zjednoczonych, w stanie New Jersey, w hrabstwie Salem.